# Lest
 (janvier 2020).
Si vous disposez d'ouvrages ou d'articles de référence ou si vous connaissez des sites web de qualité traitant du thème abordé ici, merci de compléter l'article en donnant les références utiles à sa vérifiabilité et en les liant à la section « Notes et références ».
Pour les articles homonymes, voir Lestage (homonymie).
Le lest désigne les corps lourds qui servent à lester/charger un élément (bateau, dirigeable, etc.) ou un plongeur, dans le but de déplacer le centre de gravité ou d'augmenter la masse (inertie ou poids) d'un objet.

## Navires et embarcations

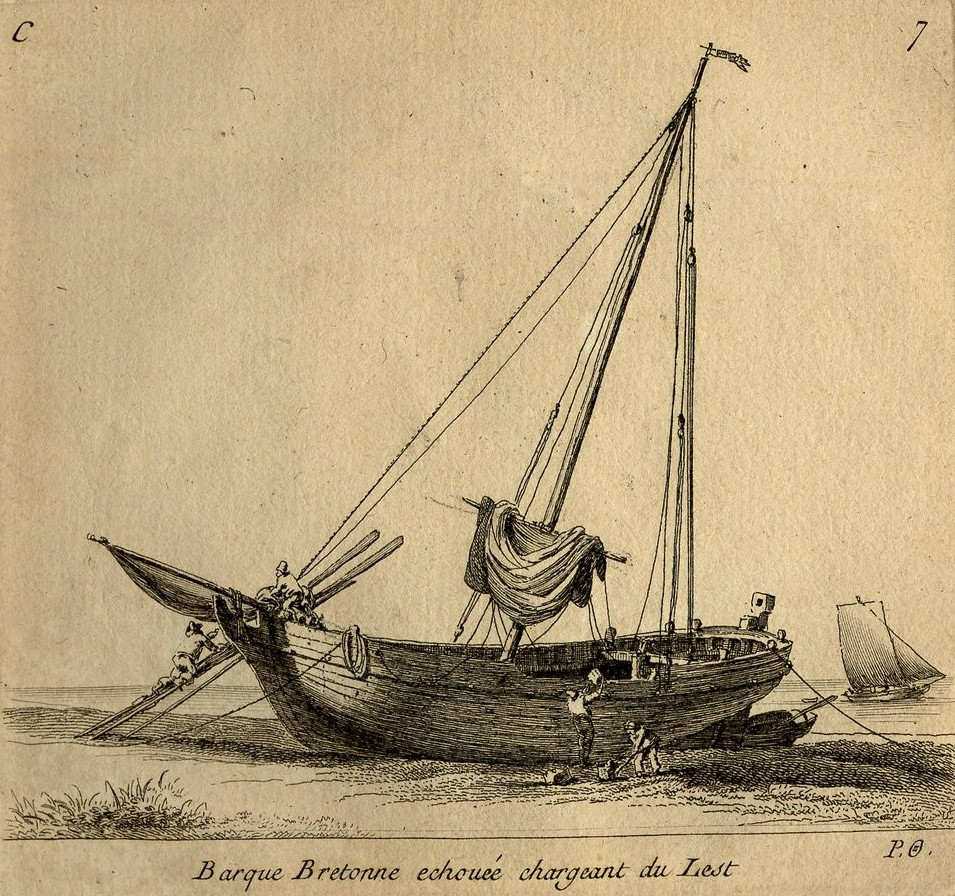
Une barque chargeant du lest au début du XIXe siècle.

Pour les petites embarcations, le lest est l'ensemble des poids que l'on arrime dans les fonds, ou qui font partie de la quille.
Sur les grands navires, le lest assure la stabilité ou l'enfoncement nécessaire pour obtenir une immersion suffisante de l'hélice et de meilleures qualités nautiques. Autrefois, les grands voiliers étaient lestés avec du sable ou des pierres, dites pierres de lest (et pouvant servir ensuite de matériau de construction). Lorsqu'ils sont devenus suffisamment bon marché, la fonte, le plomb, et même exceptionnellement l'uranium, ont été utilisés car la densité supérieure est un avantage (plus le matériau est dense, plus le centre de gravité est bas et moins le lest prend de volume). Les navires actuels le sont avec de l'eau de mer injectée dans des réservoirs indépendants dénommées ballasts à eau de mer logés, entre autres, dans la double coque quand elle existe. Les sous-marins utilisent les différents ballasts pour régler la profondeur d'immersion mais aussi la vitesse de plongée/submersion.
On distingue deux types de lest :
Lest intérieur(cas le plus courant sur les navires de charge à voile) où des pierres, des gueuses de fonte ou de laitier (résidu de fonderie très dense) ou encore des tonneaux d'eau) remplaçaient ou complétaient le poids de la cargaison. Certains grands navires de charge en acier de la fin de l'ère de la voile étaient cependant équipés de deep tanks, réservoirs d'eau intégrés au fond de  la cale et permettant de naviguer sur ballast sans fastidieuse corvée de transport de pierres.
Lest extérieurIl est apparu sur des voiliers de travail relativement petits (cotres et goélettes pilotes , voiliers de pêche rapides) qui sont les ancêtres directs des yachts à voile.
Certains Cotres Pilotes du Havre (Cf Jolie Brise) - dits hirondelles de la Manche ont connu une seconde carrière à la plaisance et gagné des régates.
Le lest extérieur abaissait le centre de gravité du bateau, et augmentait son couple de redressement, permettant de porter une forte voilure mais imposait des efforts importants à la coque, surtout s'il était installé au bout d'un profond aileron porte lest, faisant office de plan anti-dérive.
Un des premiers voiliers à avoir spectaculairement démontré les avantages de vitesse du lest extérieur fut le yacht français Velox, construit au Havre par les chantiers Augustin Normand.
Les architectes navals se lancèrent à la fin du XIXe siècle et au début du XXe siècle dans de nombreuses expérimentations sur les mérites comparés des deux modes de lestage pour les voiliers de performance (notamment à travers la Coupe de l'America). L'école anglaise privilégiait les bateaux étroits à lest profond (couloirs lestés) et l'école américaine les bateaux larges, stabilisés par leur forme et un apport de lest intérieur (éventuellement mobile), facétieusement surnommés « plats à barbe ». Le peintre Gustave Caillebotte, également yachtman et dessinateur des voiliers qu'il barrait en course, testa longuement les deux formules, avant de préférer le lest extérieur profilé sur un aileron profond.
Un navire de charge est dit sur lest lorsqu'il n'a pas de cargaison à bord.

## Plongeurs sous-marins

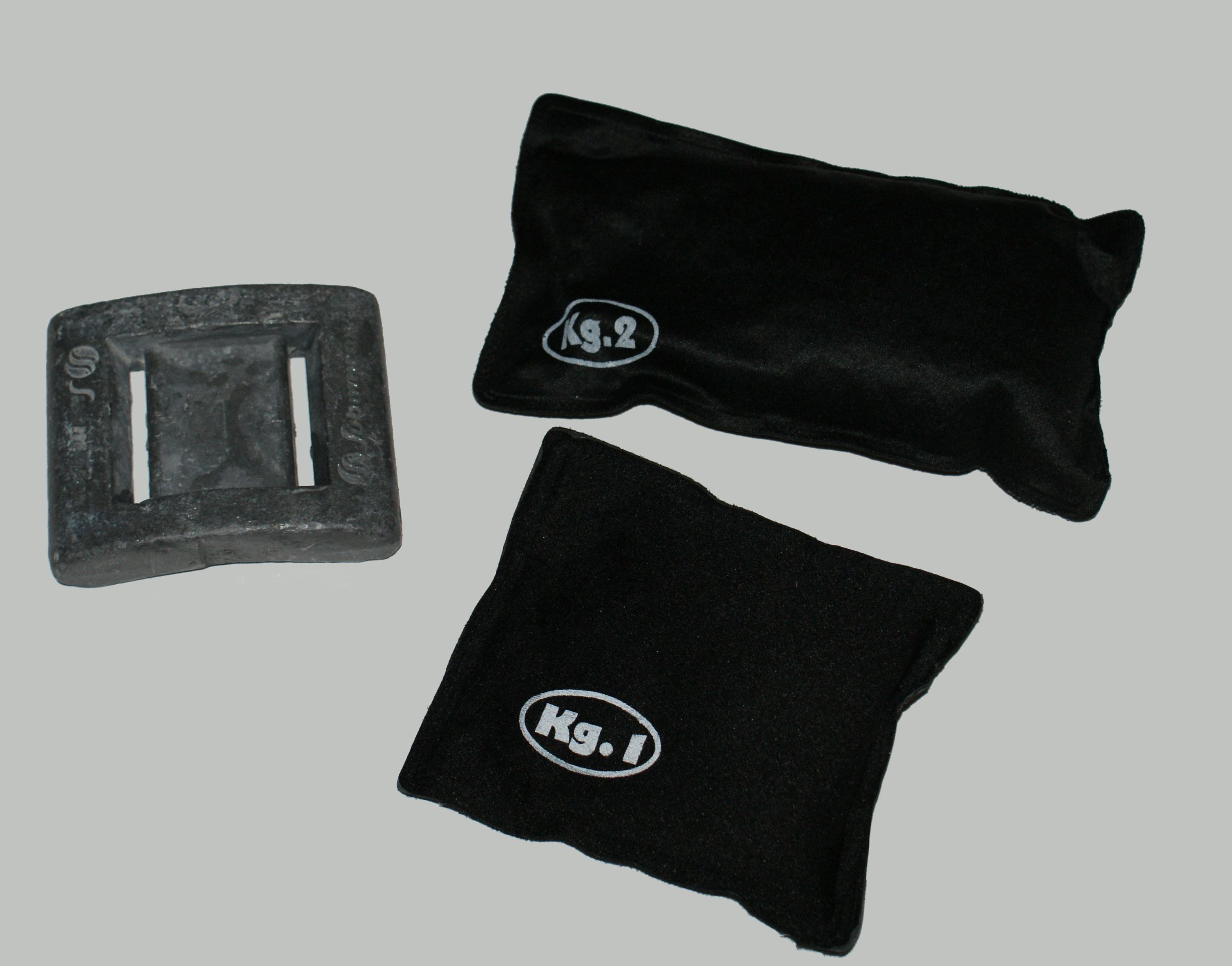
Poids de la ceinture solide et sachets tenant la grenaille de plomb pour la plongée sous-marine.

En plongée sous-marine, les plongeurs bouteille, chasseurs sous-marins et apnéistes sont souvent obligés de se lester afin de pouvoir s'immerger correctement. La flottabilité naturelle du corps humain associée à celle du néoprène de la combinaison de plongée ont tendance à maintenir l'individu en surface. En plongée bouteille, le lestage, généralement constitué de plombs, d'une ceinture de plomb ou d'un baudrier de plomb, devra être suffisant pour que le plongeur puisse s'immerger sans difficulté ou tenir un palier de décompression à 3 mètres de profondeur sans effort. Il lui faut donc adapter l'équipement : à l'épaisseur de sa combinaison (hiver/été), au poids du bloc (acier, aluminium) et à la densité de l'eau.

### Ajustement du lestage
Le lestage est variable en fonction de nombreux facteurs tels que l'équipement du plongeur, l'épaisseur de sa combinaison, le volume et le type de son bloc de plongée, sa densité corporelle, son expérience, la salinité de l'eau, etc. Il peut varier de 0 (pour un plongeur sans combinaison) à 12 ou 15 kg.
Choix du lestage
- Un exercice typique servant à déterminer le lestage nécessaire pour les plongeurs bouteille consiste, en fin de plongée, à rester en surface avec le gilet vide. Le niveau de l'eau doit alors arriver au milieu du masque. Afin d'ajuster son lestage, il faut alors, en se faisant aider d'un autre plongeur, ajouter ou retirer progressivement des poids pour affiner sa flottabilité.
- Les chasseurs sous-marins et apnéistes eux règlent généralement leur lestage afin d'obtenir une flottabilité neutre à la profondeur moyenne à laquelle ils évoluent, sachant que pour des raisons de sécurité il leur est en général déconseillé d'être trop plombés et que le largage doit être rapide en cas d'urgence et pouvoir être interrompu une fois amorcé. Pour ces raisons, la ceinture marseillaise est préférée.

### Types de lestage

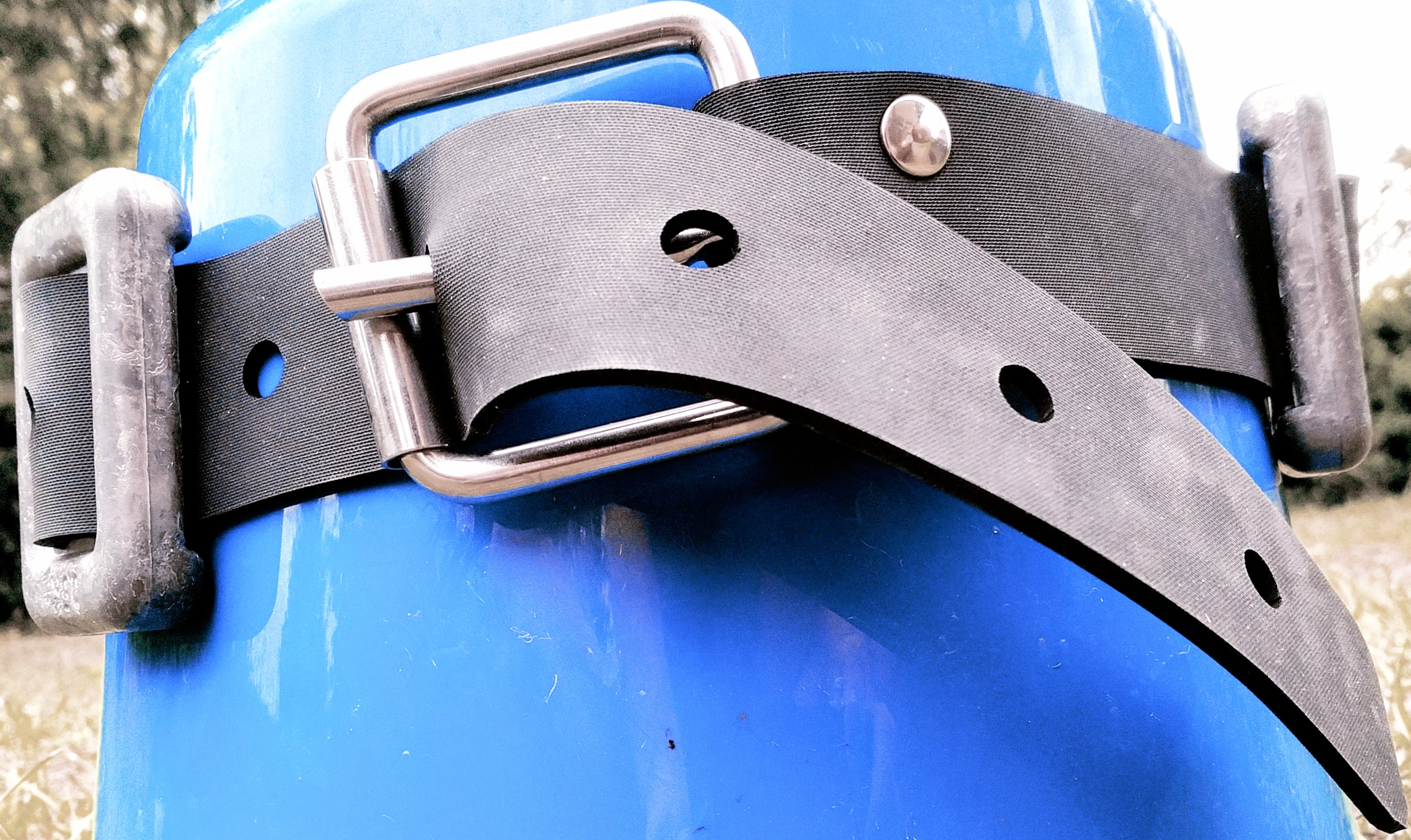
Ceinture marseillaise munie de plombs utilisée par les chasseurs sous-marins et les apnéistes en raison de son largage rapide. En tirant sur la partie excédentaire, l'ardillon se libère et la ceinture se détache en relachant.

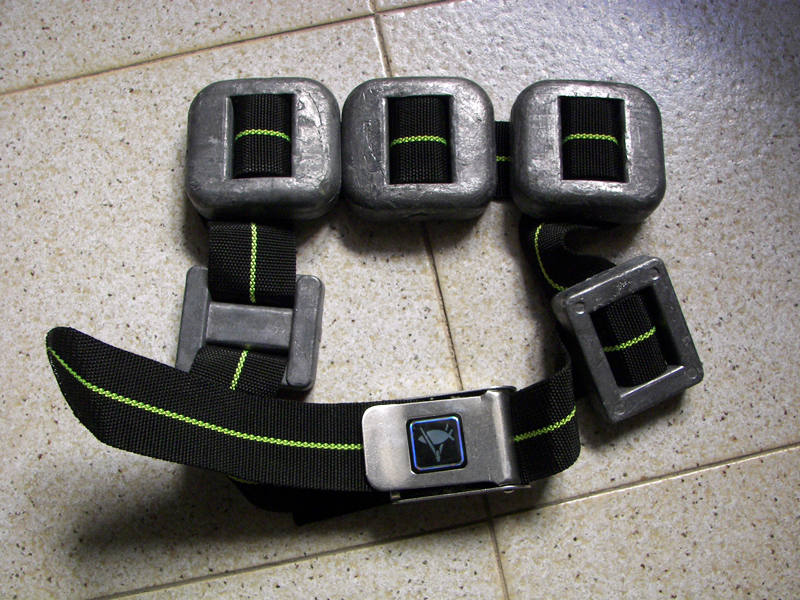
Ceinture de plomb textile.

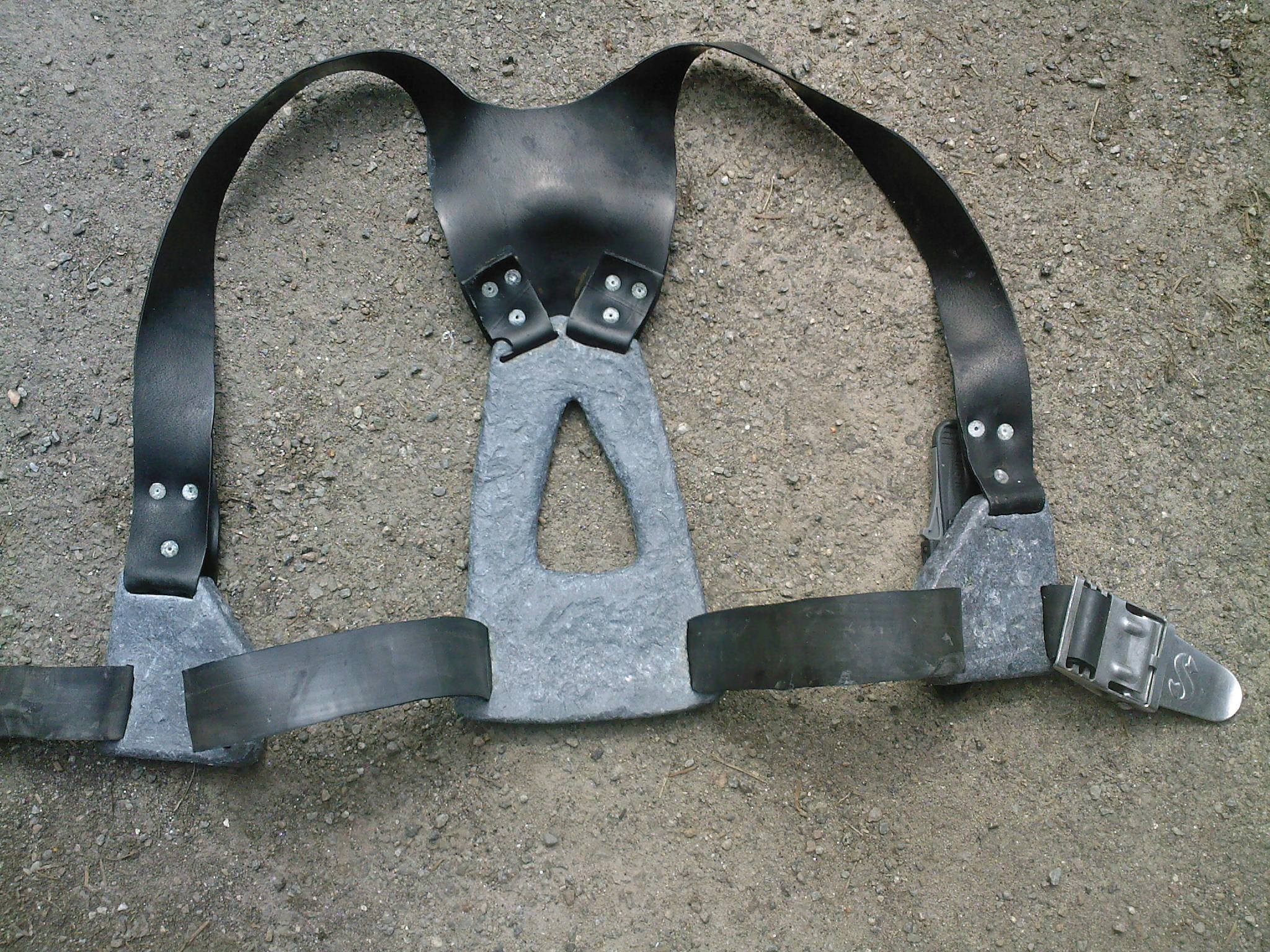
Baudrier artisanal de chasse sous-marine

Afin d'optimiser le rapport poids/volume du lestage, celui-ci est souvent réalisé en plomb. Ces plombs sont en règle générale des petits pavés de 500 g à 2 kg.
ceinture de plombce sont des ceintures d'environ 5 cm de large qui se fixent au moyen d'un système de fixation rapide autour de la taille. On y place et retire les plombs à volonté. Ce type de ceinture peut être équipé de petites poches, comme des cartouchières, dans lesquelles viennent se loger les plombs;
sacs de grenailleplus souples d'emploi, ils se glissent dans les poches prévues à cet effet, du gilet de stabilisation. Un système de fermeture en velcro permet de les faire tomber rapidement;
plombs de chevilleils se fixent en bracelets autour des chevilles et aident à maintenir une position horizontale. Ils sont peu utilisés car fatigants à l'usage lors du palmage, ce qui est un facteur augmentant la consommation d'oxygène. Les plongeurs en combinaison étanche les utilisent pour garder une assiette du corps neutre;
baudrierutilisé de plus en plus fréquemment par les chasseurs sous-marins, il est constitué généralement de deux plombs ventraux et d'une plaque de plomb dorsale qui permet de mieux répartir le lestage et de soulager ainsi les reins;
chaussures de lestutilisées par les plongeurs professionnels (scaphandrier) afin de pouvoir se déplacer et travailler plus facilement au fond de l'eau ;
harnais de lestageprincipalement utilisé par les apnéistes et les plongeurs étanches en raison du lestage important nécessité par leur pratique;
P-weight et V-weightplombs moulés pour être logés entre les 2 fûts d'un bi-bouteilles

### Sécurité du lestage
Le lestage est à considérer avec précaution en plongée sous-marine car il peut être source d'accidents :
- lors de la descente : si le lestage est trop important, le plongeur aura tendance à couler et n'aura pas forcément le temps nécessaire pour effectuer correctement ses manœuvres d'équilibrage. Il risque alors un accident barotraumatique.

- au cours de la plongée : si le lestage est trop important, le plongeur va devoir fournir plus d'effort pour se maintenir au-dessus du fond et se déplacer, il risque de consommer plus d'air et d'en manquer ainsi à la fin de la plongée, et il est également à la merci d'un essoufflement
si le lestage n'est pas assez important, il peut être entraîné vers la surface, s'exposant s'il pratique la plongée bouteille à un accident de décompression, voire à une surpression pulmonaire.

- lors de la remontée : en plus des risques cités ci-dessus, augmentés par la proximité de la surface et une plus grande variation de pression, le plongeur bouteille peut également, en cas de déficit de lestage ne pas réussir à tenir son ou ses paliers de décompression et risquer ainsi un accident de décompression dû à une remontée trop rapide.

En cas d'accident survenant sous l'eau lors d'une plongée bouteille, si le coéquipier n'arrive pas à remonter sa victime et qu'il le déleste de sa ceinture (ou de son système de lestage), les deux plongeurs risquent d'être entraînés vers la surface sans pouvoir maîtriser leur vitesse de remontée. C'est pourquoi, en aucun autre cas, un lestage ne doit être retiré au fond sous peine de risquer une "remontée ballon".
Par contre, les plongeurs en apnée (dont les chasseurs sous-marins) peuvent quant à eux sans la moindre hésitation larguer leur lestage ou celui d'un coéquipier en difficulté. Ce largage fait partie des procédures de sauvetage en cas de difficulté ou de syncope hypoxique.